# Ibiaí
Ibiaí är en kommun i Brasilien.   Den ligger i delstaten Minas Gerais, i den sydöstra delen av landet, 400 km öster om huvudstaden Brasília. Antalet invånare är 7 839.
Omgivningarna runt Ibiaí är huvudsakligen savann. Runt Ibiaí är det glesbefolkat, med 8 invånare per kvadratkilometer.